# Brigate Nere

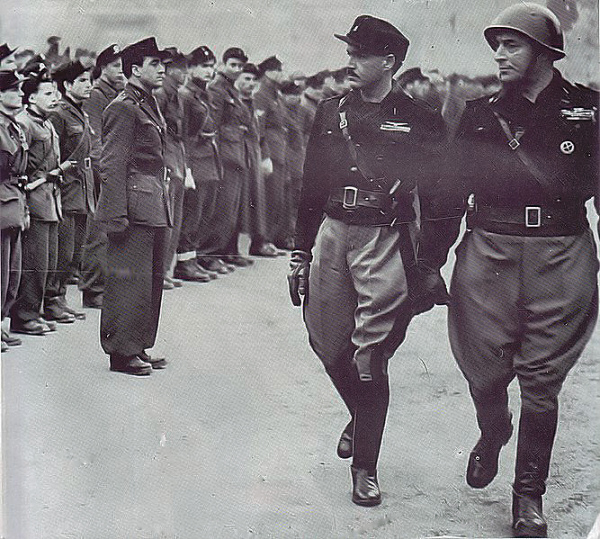
Alessandro Pavolini (mitten, iklädd svart keps) inspekterar milismän ur "Aldo Resega" i Milano 1944.

Brigate Nere (italienska Svarta Brigaderna) var en paramilitär fascistisk milis som var verksam i Salòrepubliken. De gjorde sig skyldiga till otaliga krigsförbrytelser och illdåd.

## Tillkomst
Brigate Nere bildades av Alessandro Pavolini som en väpnad gren av det Republikanska fascistpartiet och stred mot partisaner och allierade styrkor i norra Italien under andra världskriget. De bar ofta svarta skjortor (därav namnet) och bar den så kallade Arditi-dödskallen med en dolk mellan käkarna på mössan. Uniformer och utrustning kunde dock variera mellan de olika förbanden, då samtliga sattes upp och beväpnades lokalt. En brigad kunde till exempel strida iförda grågröna ylleuniformer och kamouflagemålade hjälmar medan en annan brigad några städer bort kunde strida i tropiska uniformer och svarta skjortor. 

## Organisation
Storleken på en brigad var som en svag bataljon.

### Piemonte
- I Brigata Nera "Ather Capelli" (Torino)
- II Brigata Nera "Attilio Prato" (Alessandria)
- III Brigata Nera "Emilio Picot" (Aosta)
- IV Brigata Nera "Luigi Viale" (Asti)
- V Brigata Nera "Carlo Lidonnici" (Cuneo)
- VI Brigata Nera "Augusto Cristina" (Novara)
- VII Brigata Nera "Bruno Ponzecchi" (Vercelli)

### Lombardiet
- VIII Brigata Nera "Aldo Resega" (Milano)
- IX Brigata Nera "Giuseppe Cortesi" (Bergamo)
- X Brigata Nera "Enrico Tognù" (Brescia)
- XI Brigata Nera "Cesare Rodini" (Como)
- XII Brigata Nera "Augusto Felisari" (Cremona)
- XIII Brigata Nera "Marcello Turchetti" (Mantova)
- XIV Brigata Nera "Alberto Alfieri" (Pavia)
- XV Brigata Nera "Sergio Gatti" (Sondrio)
- XVI Brigata Nera "Dante Gervasini" (Varese)

### Veneto
- XVII Brigata Nera "Bartolomeo Asara" (Venedig)
- XVIII Brigata Nera "Luigi Begon" (Padova)
- XIX Brigata Nera "Romolo Gori" (Rovigo)
- XX Brigata Nera "Amerino Cavallin" (Treviso)
- XXI Brigata Nera "Stefano Rizzardi" (Verona)
- XXII Brigata Nera "Antonio Faggion" (Vicenza)

### Emilia-Romagna
- XXIII Brigata Nera "Eugenio Facchini" (Bologna)
- XXIV Brigata Nera "Igino Ghisellini" (Ferrara)
- XXV Brigata Nera "Arturo Capanni" (Forlì)
- XXVI Brigata Nera "Mirko Pistoni" (Modena)
- XXVII Brigata Nera "Virginio Gavazzoli" (Parma)
- XXVIII Brigata Nera "Pippo Astorri" (Piacenza)
- XXIX Brigata Nera "Ettore Muti" (Ravenna)
- XXX Brigata Nera "Umberto Rosi" (Reggio Emilia)

### Ligurien
- XXXI Brigata Nera "Generale Silvio Parodi"  (Genua)
- XXXII Brigata Nera "Antonio Padoan" (Imperia)
- XXXIII Brigata Nera "Tullio Bertoni" (La Spezia)
- XXXIV Brigata Nera "Francesco Briatore" (Savona)

### Toscana
- XXXV Brigata Nera "Don Emilio Spinelli" (Arezzo)
- XXXVI Brigata Nera "Mussolini", senare "Piagentini" (Lucca)
- XXXVII Brigata Nera "Emilio Tacchi" (Pisa)
- XXXVIII Brigata Nera "Ruy Blas Biagi" (Pistoia)
- XXXIX Brigata Nera (Siena)
- XL Brigata Nera "Vittorio Ricciarelli" (Apuania)
- XLI Brigata Nera "Raffaele Manganiello" (Florens)

### Mobila brigadgruppen
- I Brigata Nera Mobile "Vittorio Ricciarelli" (Milano)
- II Brigata Nera Mobile "Attilio Pappalardo" (Bologna)
- III Brigata Nera Mobile "Danilo Mercuri" (Padova)
- IV Brigata Nera Mobile "Achille Corrao"
- V Brigata Nera Mobile "Aldo Resega" (Dronero-Cuneo)
- VI Brigata Nera Mobile "Enrico Quagliata" (Val Camonica)
- VII Brigata Nera Mobile "Dalmazia" (Milano)
- VIII Brigata Nera Mobile "Tevere" (Milano)
- IX Brigata Nera Mobile Arditi (Milano)

### Självständiga brigader
- Brigata Nera Autonoma "Giovanni Gentile"  Cremona (senare XI Brigata Nera Mobile "Giovanni Gentile" (Tirano in Valtellina)
- Brigata Nera Autonoma Operativa "Giuseppe Garibaldi" (Morbegno)
- Brigata Nera Autonoma Ministeriale "Meatini" (Brescia) (senare Brigata Nera Mobile "Achille Corao")
- Brigata Nera Autonoma (Marche)
- Brigata Nera Autonoma Venezia Giulia (Gorizia)
- Brigata Nera Autonoma (Udine)
- Brigata Nera Autonoma "Tullio Cividino" (Trieste)
- Brigata nera femminile "Norma Cossetto" (Trieste)

### Fascistisk ungdom
- Gruppi di azione giovanile (Milano)
- Compagnia Giovani Fascisti ("Bir el Gobi") (Maderno)

### Transmarin styrka
- Compagnia Complementare Fascisti (Rhodos)

## Tjänsteställningstecken
Brigate Nere använde sig inte av tjänstegrader eller gradbeteckningar, men bar runt högra axeln en enkel snodd vilken utmärkte innehavd tjänsteställning.
 Comandante di Brigata, brigadchef; vederlike med överste.
 Comandante di Battaglione o Vice-Comandante di Brigata, bataljonschef eller ställföreträdande brigadchef; vederlike med major.
 Comandante di Compagnia, kompanichef; vederlike med kapten.
 Comandante di Plotone, plutonchef; vederlike med sergeant.
 Comandante di Squadra, gruppchef; vederlike med furir.